# Psychotria calycosa
Psychotria calycosa là một loài thực vật có hoa trong họ Thiến thảo. Loài này được A.Gray miêu tả khoa học đầu tiên năm 1860.

## Phân bổ
Phạm vi bản địa của chi này là vùng nhiệt đới và cận nhiệt đới như: Đông Nam Á, Australia, Brazil, Argentina, Trung Quốc,...